# Боутрайт, Исраэль
Исраэль Рамон Боутрайт де ла Крус (исп. Israel Ramón Boatwright de la Cruz; 2 июня 2005) — доминиканский футболист, защитник клуба «Интер Майами».

## Карьера

### Клубная карьера
Боутрайт присоединился к академии клуба MLS «Интер Майами» в 2019 году. В 2022 году начал привлекаться к матчам «Интер Майами II» в MLS Next Pro. Дебютировал за «Интер Майами II» 23 апреля в матче против «Цинциннати 2», выйдя на замену во втором тайме вместо Логана Батиста. В матче против «Цинциннати 2» 19 июня забил свой первый гол за «Интер Майами II».
10 мая 2023 года Боутрайт подписал профессиональный контракт с «Интер Майами II». 9 июня был взят в краткосрочную аренду «Интер Майами», но в матче следующего дня против «Нью-Инглэнд Революшн» остался в запасе. 23 июня во второй раз был краткосрочно арендован «Интер Майами», и следующем днём в матче против «Филадельфии Юнион» дебютировал в MLS, заменив на 77-й минуте Иана Фрея. 8 июля в третий раз был взят в краткосрочную аренду «Интер Майами», и в матче того же дня против «Ди Си Юнайтед» вышел на замену на 29-й минуте вместо травмированного Николаса Стефанелли.
10 января 2024 года «Интер Майами» подписал с Боутрайтом контракт по правилу доморощенного игрока до конца сезона 2026 с опциями продления на сезоны 2027 и 2028.

### Международная карьера
В составе сборной Доминиканской Республики до 20 лет Боутрайт принял участие в молодёжном чемпионате КОНКАКАФ 2022 и молодёжном чемпионате мира 2023.
Боутрайт был включён в состав сборной Доминиканской Республики до 22 лет для участия в Панамериканских играх 2023.

## Статистика выступлений
| Выступление      | Выступление      | Выступление      | Лига | Лига | Плей-офф | Плей-офф | Кубок | Кубок | Континент | Континент | Итого | Итого |
| Клуб             | Лига             | Сезон            | Игры | Голы | Игры     | Голы     | Игры  | Голы  | Игры      | Голы      | Игры  | Голы  |
| ---------------- | ---------------- | ---------------- | ---- | ---- | -------- | -------- | ----- | ----- | --------- | --------- | ----- | ----- |
| Интер Майами II  | MLS Next Pro     | 2022             | 5    | 1    | —        | —        | —     | —     | —         | —         | 5     | 1     |
| Интер Майами II  | MLS Next Pro     | 2023             | 16   | 0    | —        | —        | —     | —     | —         | —         | 16    | 0     |
| Интер Майами II  | Итого            | Итого            | 21   | 1    | —        | —        | —     | —     | —         | —         | 21    | 1     |
| Интер Майами     | MLS              | 2023             | 2    | 0    | —        | —        | —     | —     | —         | —         | 2     | 0     |
| Интер Майами     | MLS              | 2024             | 0    | 0    | —        | —        | —     | —     | —         | —         | 0     | 0     |
| Интер Майами     | Итого            | Итого            | 2    | 0    | —        | —        | —     | —     | —         | —         | 2     | 0     |
| Всего за карьеру | Всего за карьеру | Всего за карьеру | 23   | 1    | —        | —        | —     | —     | —         | —         | 23    | 1     |

Источники: Transfermarkt, Soccerway, Football Database EU.